# Исрафилов, Тимур Омарович
Тимур Омарович Исрафилов (азерб. Timur İsrafilov; род. 25 июня 1988) — российский и азербайджанский футболист.

## Биография
В сезоне 2005/06 выступал за азербайджанский клуб «Шахдаг» Кусары, за который в премьер-Лиге провёл 24 матча. В сезоне 2007/08 за клуб «Карабах» Агдам в азербайджанской премьер-лиге провёл 9 матчей. Перед началом сезона 2009 года перешёл в российский клуб «Волга» Тверь, однако матчей не сыграл, так как в апреле 2009 года «Карабах» добился аннулирования контракта из-за незаконного заключения его с «Тверью». В сезоне 2011/12 за клуб «Сумгаит» в азербайджанской премьер-лиге провёл 20 матчей, забил один гол.